# Włodzimierz Gedymin
Włodzimierz Gedymin (ur. 10 czerwca?/23 czerwca 1915 w Piotrogrodzie, zm. 17 czerwca 2012 w Pułtusku) – pułkownik pilot Wojska Polskiego, uczestnik kampanii wrześniowej, pilot doświadczalny, pilot komunikacyjny (PLL LOT) samolotowy i śmigłowcowy pilot sanitarny, kawaler Krzyża Srebrnego Orderu Wojennego Virtuti Militari. Honorowy Obywatel Miasta Poznania.

## Lata 1915-1939
Syn Wacława i Janiny z domu Szarskiej. Rodzina Gedyminów znalazła się na terytorium carskiej Rosji w ramach represji za udział dziadka Włodzimierza w powstaniu styczniowym. Po odzyskaniu przez Polskę niepodległości przenieśli się do Poznania, gdzie  Włodzimierz był uczniem
prywatnej szkoły podstawowej pani Rozmuskiej, a następnie ukończył Gimnazjum im. Karola Marcinkowskiego. Sukcesy polskich pilotów Żwirki i Wigury były pierwszą inspiracją lotniczą młodego ucznia. Kurs teoretyczny ukończył z trzecią lokatą, wybierając na miejsce zajęć praktycznych poznańskie lotnisko Ławica. w klasie maturalnej został członkiem Aeroklubu Poznańskiego.
Po zdaniu matury (1934) zamierzał poświęcić się karierze inżynierskiej. Zdał egzaminy wstępne na Politechnikę Warszawską, ale przed rozpoczęciem studiów postanowił odbyć szkolenie wojskowe. Kurs podchorążych rezerwy odbył w 57 pułku piechoty Wielkopolskiej,  skąd został skierowany do Szkoły Podchorążych Lotnictwa w Dęblinie. Naukę ukończył w 1937 z 3. lokatą. Na stopień podporucznika został mianowany ze starszeństwem z dniem 1 października 1937 i 3. lokatą w korpusie oficerów lotnictwa, grupa liniowa. W 1939 pełnił służbę w 3 pułku lotniczym w Poznaniu na stanowisku pilota 131 eskadry myśliwskiej.

## II wojna światowa
W czasie kampanii wrześniowej walczył na samolocie PZL P.11 o numerze bocznym 6, w składzie 131 eskadry myśliwskiej. W chwili wybuchu II wojny światowej zajmował stanowisko dowódcy klucza.
W nocy z 1 na 2 września 1939 roku sześć samolotów eskadry dostało polecenie udania się na małe lotnisko polowe we wsi Kobylepole (obecnie w granicach administracyjnych Poznania) w celu przygotowania zasadzki na nadlatujące samoloty niemieckie. Około godziny 11 w okolicy pojawił się bombowiec Dornier Do17F-2 wykonujący prawdopodobnie lot rozpoznawczy. Gedymin wystartował i dogonił Dorniera w Mieczewie koło Kórnika, gdzie po krótkiej walce samolot wroga został zestrzelony. Jeszcze tego samego dnia nastąpiła druga walka powietrzna, tym razem z samolotem rozpoznania meteorologicznego Heinkel He 111. Trafienie w zbiornik paliwa spowodowało pożar samolotu Luftwaffe, który rozbił się w okolicy wsi Złotkowo.
Ze względu na nacierające wojska niemieckie jednostka ppor. Gedymina została wycofana najpierw w okolice Kleczewa, a później na przedmieścia Koła. W dniu 6 września podczas lotu patrolowego na trasie Słupca – Kłodawa klucz dowodzony przez Gedymina napotkał lecące na wschód samoloty Heinkel 111. W krótkiej walce powietrznej Gedymin zestrzelił jeden z samolotów oraz, wspólnie z innym lotnikiem, drugi. Podczas dalszej walki został ciężko ranny w nogę, ale udało mu się wylądować na lotnisku w Krośniewicach. Został przewieziony do szpitala w Poznaniu, a następnie przeniesiony do szpitala w Warszawie. Po zajęciu Warszawy przez Niemców ukrywał się pod przybranym nazwiskiem Bogdan Lepejko. Po kilku bezskutecznych próbach przedarcia się do Anglii podjął działalność konspiracyjną w ramach ZWZ a następnie AK. Przyjął pseudonim „Włodek” (później „Włodek I” i „Powała”) i pracował w Wydziale Lotniczym KG AK, gdzie zajmował się między innymi obsługą odbioru zrzutów alianckich. 
Był oficerem startowym w dwóch operacjach Most II i Most  III, polegających na przyjęciu, na improwizowanym lądowisku koło Tarnowa, samolotu Douglas C-47 Skytrain, który wiózł kurierów Rządu RP na uchodźstwie i zaopatrzenie dla AK, w drugą stronę zabierając kurierów i materiały wywiadowcze, między innymi części niemieckiego pocisku rakietowego V2. Podczas drugiej akcji, samolot ugrzązł na rozmiękłym po deszczu lądowisku i udało się go oswobodzić dzięki sprawnej organizacji i pomocy oddziału W. Gedymina, którego członkowie podkopali koła maszyny i podłożyli deski z rozebranej pobliskiej szopy, ułatwiając w ten sposób start.

## Losy powojenne
Po zakończeniu wojny krótko pracował w Polskim Radio w Bydgoszczy, a następnie przeniósł się do Warszawy, gdzie rozpoczął pracę jako pilot cywilny w PLL LOT. Latał na samolotach transportowych Li-2 oraz otrzymanych z demobilu amerykańskich DC-3. Był jednym z pierwszych powojennych kapitanów w PLL LOT. Był pierwszym pilotem komunikacyjnym przeszkolonym na czterosilnikowym samolocie SNCASE SE.161 Languedoc, pierwszy samolot tego typu przyprowadził lotem do Warszawy (nawigator Janusz Badowski). Brał udział w akcji opylania lasów na Śląsku przeciwko mniszce brudnicy. Startując z lotniska Muchowiec pomyślnie wylądował z pełnym ładunkiem chemikaliów, gdy tuż po starcie uległ awarii silnik samolotu Li-2. Otrzymał za to podziękowanie na piśmie, a w niespełna miesiąc później, 21 lipca 1950 roku został z pracy zwolniony na fali masowych zwolnień. Pełnił też funkcję pilota doświadczalnego oblatując samoloty w Instytucie Lotnictwa (praca na zlecenie). Badał m.in. właściwości LWD Junak-2 w korkociągu plecowym. W latach 1949–1950 należał do zespołu wykonującego próby państwowe motoszybowca HWL Pegaz.
Przez pewien czas pracował przy budowie Nowej Huty oraz odbudowie Zakładów im. H. Cegielskiego w Poznaniu (noszących wówczas nazwę Zakłady im. Stalina w Poznaniu – ZISPO). Po Październiku 1956 wrócił do latania – najpierw w lotnictwie sanitarnym. Latał na samolotach jedno i dwusilnikowych (Samoloty CSS-13, L-60 Brygadyr, Jak-12, Aero Ae-45, Aero Ae-145). W 1958 r. przeszedł przeszkolenie na śmigłowcu SM-1 (instruktor płk. Jedynak), a następnie rolniczym, gdzie w ramach akcji rolniczych latał m.in. w Algierii, Egipcie i Libii (najczęściej na samolocie An-2). Odbywał też loty na samolocie Ił-14 SP-LNG tzw. „papugą” przystosowaną do pomiarów lotniczych urządzeń naziemnych Zarządu Ruchu Lotniczego i Lotnisk Komunikacyjnych. Na emeryturę odszedł w wieku 67 lat. W roku 2006 Rada Miasta Poznania nadała mu tytuł Honorowego Obywatela Miasta Poznania.
Mieszkał w Pułtusku. Zmarł 17 czerwca 2012 roku. Był ostatnim żyjącym pilotem kampanii wrześniowej. Został pochowany na cmentarzu Zasłużonych Wielkopolan.
Wylatał ponad 9000 godzin na kilkudziesięciu typach samolotów i śmigłowców. Na liście Bajana został sklasyfikowany na 61. miejscu.

## Ordery i odznaczenia
Za swą służbę otrzymał odznaczania:
- Krzyż Srebrny Orderu Virtuti Militari,
- Krzyż Kawalerski Orderu Odrodzenia Polski,
- Krzyż Walecznych,
- Krzyż Partyzancki,
- Medal za Warszawę 1939–1945,
- Medal Zwycięstwa i Wolności 1945,
- Odznaka Grunwaldzka,
- Medal „Za udział w wojnie obronnej 1939”,
- Medal „Pro Memoria”,
- Odznaka „Weteran Walk o Wolność i Niepodległość Ojczyzny”.